# Berufsgenossenschaft der Gas-, Fernwärme- und Wasserwirtschaft

Ehemaliges Logo

Die Berufsgenossenschaft der Gas-, Fernwärme- und Wasserwirtschaft (BGFW) war eine bundesunmittelbare Körperschaft des öffentlichen Rechts mit einer ehrenamtlichen Selbstverwaltung.

## Geschichte
Am 20. Juni 1885 wurde die Berufsgenossenschaft der Gas- und Wasserwerke in Berlin gegründet. Mit Wirkung vom 1. April 2009 vereinigte sich die BGFW mit der BG Elektro Textil Feinmechanik zur BG Energie Textil Elektro (BG ETE). Nach einer weiteren Fusion lautet die aktuelle Bezeichnung BG Energie Textil Elektro Medienerzeugnisse (BGETEM).